# Dysoxylum angustifolium
Dysoxylum angustifolium är en tvåhjärtbladig växtart som beskrevs av George King. Dysoxylum angustifolium ingår i släktet Dysoxylum och familjen Meliaceae. Inga underarter finns listade i Catalogue of Life.